# Magyar Vizsla (folyóirat)
A Magyar Vizsla az Adózók Érdekvédelmi Szövetsége (AÉSZ) nevű civil szervezet időszaki kiadványa. Célja Horváth Éva, az AÉSZ elnöke, egyben a lap felelős kiadója és szerkesztője szerint az, hogy „az adózók nevében kérdezze és elszámoltassa a mindenkori hatalmon levőket, mire költik a befizetett adóforintokat”. A lap neve is erre utal: a fogyasztóvédő szervezetek és mozgalmak neve angolul watchdog (őrkutya).
Összesen két száma jelent meg, 3,5 millió példányban 2005. november elején, illetve 2,7 millió példányban 2006. január elején. Mindkét szám ingyenes volt, a Magyar Posta terjesztette őket címzetlen nyomtatványként, ezenkívül tartalmuk a lap weblapjáról is letölthető volt. Horváth Éva a harmadik számot 2006. február végére, március elejére ígérte ám nem jelent meg.
A kiadvány politikai vihart kavart, miután az MSZP annak a vélekedésének adott hangot, hogy a lap mögött szervezetileg és anyagilag is a Fidesz áll.

## Tartalmáról
A tördelésében és sokszor hangnemében is a magyar bulvársajtó termékeit idéző lap 8 színes, közelítőleg A3-as méretű oldalon jelent meg, a címoldal a tartalom bemutatására szolgált. A lap elsősorban olyan felméréseket, nyilatkozatokat közölt, melyek más lapokban már előzőleg megjelentek, és a Gyurcsány-kormány tagjait kedvezőtlen színben mutatták be.

## Kritikák a lappal szemben

### Kapcsolatok a Fidesszel
A lap több tekintetben is a Fidesz támogatói köréhez köthető, amivel számos politikus és a sajtó is foglalkozott, s amit a Fideszes Pokorni Zoltán sem tagadott.
Az AÉSZ 2005 februárjában jött létre, alapító ülésén Orbán Viktor, a Fidesz elnöke is felszólalt. Horváth Éva a több tüntetést is szervező Friss Levegőt Polgári Kör elnöke, korábban a Fidesz választókerületi elnöke is volt.
A lapot a Fidesz kampányleveleit is készítő G & G nyomda készítette.; A magyar-vizsla.hu domainnevet az a Blizzard Consulting Tanácsadói Kft. jegyezte be, mely több megbízást is vállalt a Fidesztől (weboldalak bejegyzésével foglalkozik), egyik tulajdonosa, Balogh Ákos Gergely a Fidelitas fővárosi alelnöke is volt, valamint szerepelt a Fidesz 2002-es választási listáján is.
A lap reklámplakátjait a Fidesz plakátjait is terjesztő, Simicska Lajos vezette Mahir Cityposter jelentette meg.
A második szám megjelenése előtt a lap egy kézírásos javításokkal ellátott faxmásolatát Rogán Antal fideszes kampányfőnök titkárságáról küldték el a Magyar Postának.
Gárván Gábor, a G&G nyomda munkatársa úgy nyilatkozott, hogy a Rogán titkárságáról feladott faxot ő küldte egy – a Magyar Vizslával nem kapcsolatos – megbeszélésük alkalmával a Postának.
Horváth Éva szerint a lap tartalmának a Fidesz kampányához való hasonlósága csak a véletlen műve, ahogy az is, hogy a domain-regisztrációval a Blizzard Consultingot bízta meg, amelynek a Fidesszel való kapcsolatáról nem tudott.
Elmondása szerint csak azért hívták meg Orbán Viktort, hogy „arról hírt adjon a sajtó”.
Az AÉSZ célja a lappal csak a figyelem felhívása és a tagtoborzás, adózási elképzeléseiket akkor tárják nyilvánosságra, ha már megkerülhetetlenek lesznek.
Az AÉSZ minden adózót képviselni akar, ha a Fidesz kerül kormányra, őket is hasonló hangnemben fogják kritizálni.

### A lap finanszírozása
Horváth Éva, az Egyesület elnöke, egyben a lap felelős szerkesztője szerint a kiadványt kizárólag civil adományokból és önkéntes nyomdai felajánlásokból finanszírozták, az azonban nem publikus, hogy kik támogatják az egyesületet és annak milyen szerződései vannak. Egyes baloldali politikusok azt a véleményt fogalmazták meg, hogy a Fidesz támogatta anyagilag a lap kiadását.
A Népszabadság értesülései szerint az újságot előállító G&G Nyomda Kft. a költségeket az AÉSZ-nek számlázta.
Az első szám előállítása a nyomda vezetője szerint 10 és 20 millió forint közötti összeg, a terjesztés költsége pedig az első számnál 15, a másodiknál 10 millió volt.
Orbán Viktor szerint sikertelenül próbálták a lapot pártjához kötni, egyúttal sok sikert is kívánt a kiadványnak. Nyitrai Zsolt – a Fidesz kampányfőnök-helyettese – szerint a Fidesz nem nyújtott segítséget a kiadvány elkészítéséhez, Pokorni Zoltán hasonlóképp nyilatkozott.

### Tartalmi kifogások
Batiz András kormányszóvivő, részben Gyurcsány Ferenc véleményét tolmácsolva, azt a kritikát fogalmazta meg a lappal szemben,
hogy a kiadványban megjelent, Gyurcsány Ferencet és Kóka Jánost ábrázoló képek montázsok, és a miniszterelnöknek nincsen a képen ábrázolt cipője, órája és szmokingja, valamint a szemüvegének márkáját és árát is tévesen közölte a lap .
Horváth Éva úgy válaszolt, hogy a lap szerkesztői árkategóriájuk alapján választották ki a lapban Gyurcsány képe mellett ábrázolt termékeket.

### A Magyar Vizsla visszhangja és a választási kampány
Török Gábor politológus (Sajtóklub, MTV1, 2006. január 12.), rámutatott, hogy a Magyar Vizsla-ügy pro és kontra hogyan vált a politikai kampány részévé, a lap finanszírozásáról szóló szocialista feltételezéseket, melyek lényegében a Magyar Hírlap egy cikkének állításaira alapozódtak, meglehetősen komolytalanoknak nevezte. Rámutatott továbbá arra, hogy az ügy egyoldalúan tematizálódott a baloldali sajtóban. Ilyen véleményt mások is megfogalmaztak.
Az ügy nyomán a sajtó és több elemző foglalkozott a negatív kampányok pártok általi „kiszervezésével”.
A Vizslát hasonlították Kende Péter Orbán Viktort támadó, a választási kampányra időzítve megjelent A Viktor 2. című könyvéhez és több olyan, helyi terjesztésű ingyenes laphoz (például Budapest Riport, Hírös Riport ),
melyekről feltételezik, hogy bár nem a pártok adták ki őket, kifejezetten kampánycélból jöttek létre.
Újhelyi István, az MSZP alelnöke azzal vádolta a Fideszt, hogy a Vizsla segítségével kampányköltségeit próbálja eltitkolni, ugyanakkor a sajtóban megjelent becslések szerint mind az MSZP, mind a Fidesz reklámköltségei várhatóan jóval meghaladják az 1997-es választási törvényben 386 millió forintban meghatározott korlátot, melyet egy-egy párt a választási kampányban elkölthet.
A törvény azonban semmilyen korlátot nem szab a pártoktól független szervezetek által a elköltött pénzösszegre, amit a pártok a korábbi választások során ki is használtak.